# Jean-Baptiste Decoster

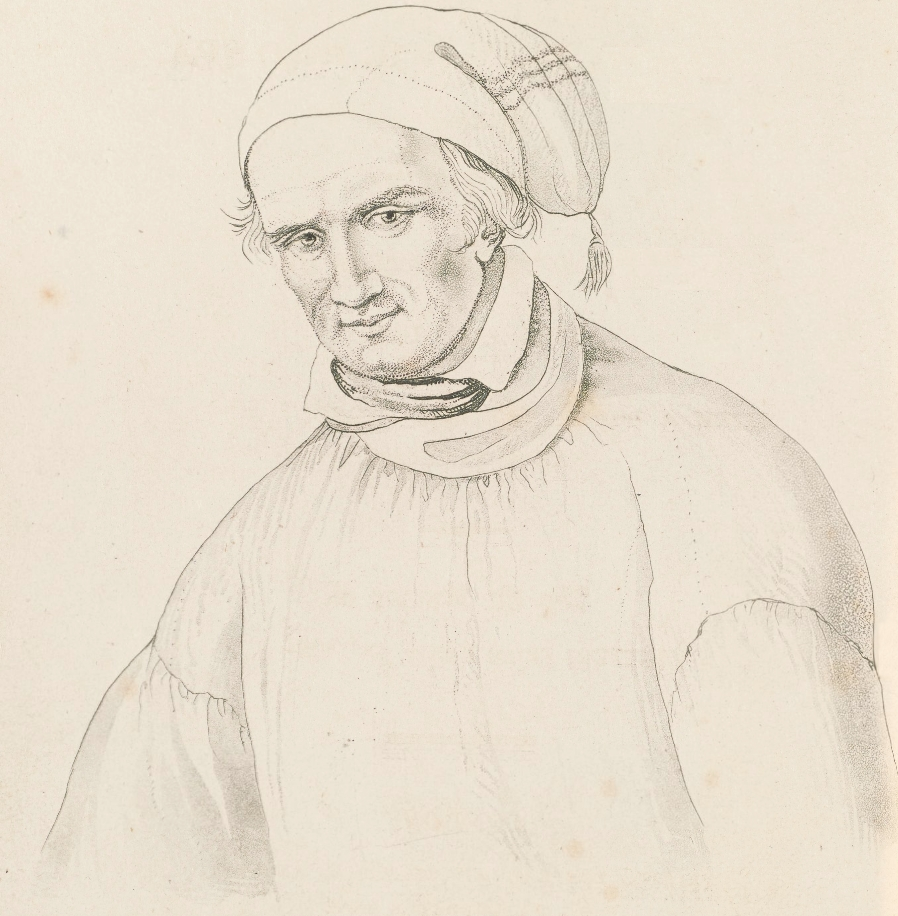
Jean-Baptiste Decoster

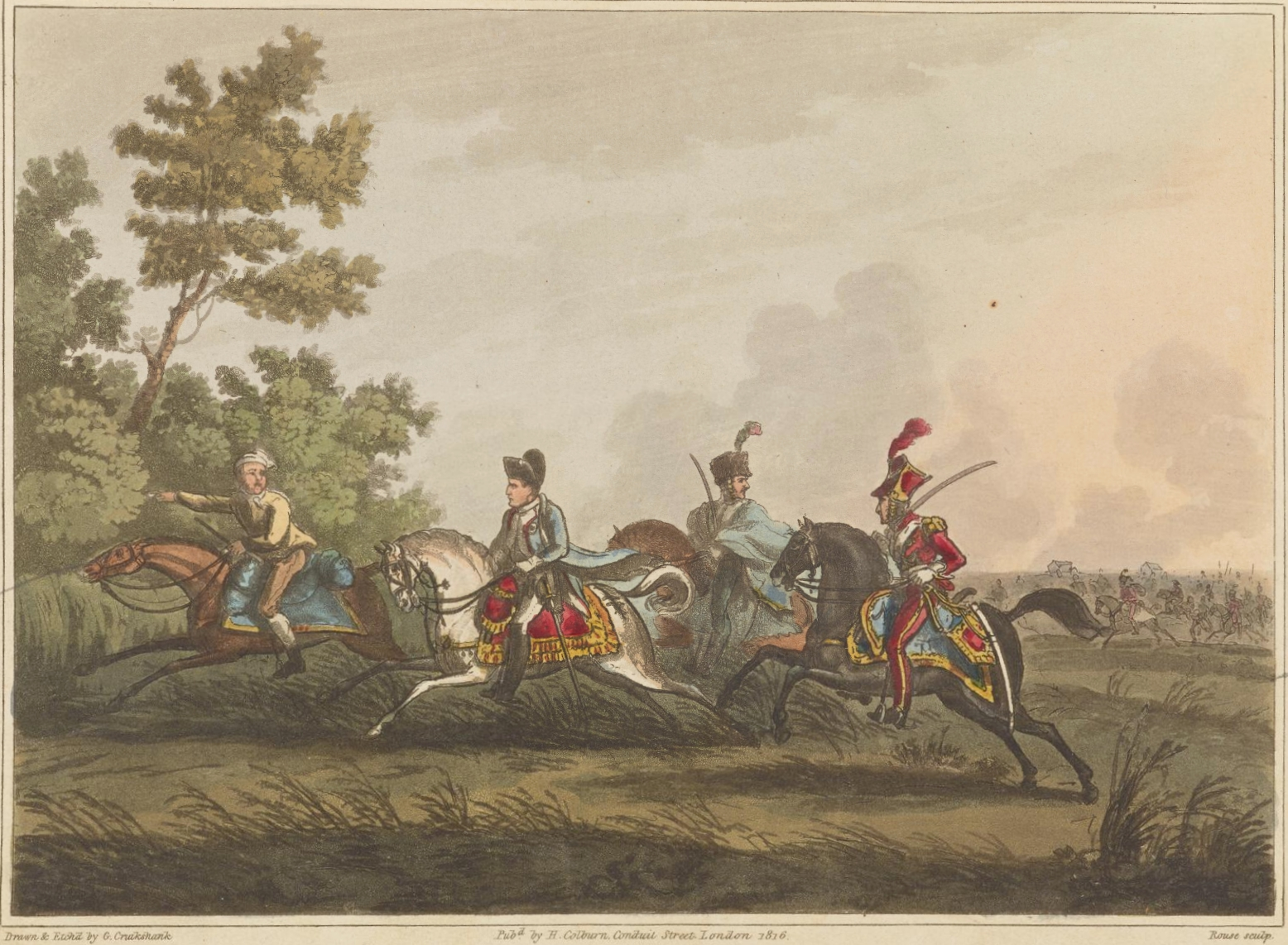
Decoster weist Napoleon den Weg nach Genappe

Jean-Baptiste Decoster (1760–1826) war ein belgischer Landwirt, Wegbegleiter Napoleons während der Schlacht von Waterloo und späterer gewerblicher Kriegsschauplatzerklärer. 
Decoster wurde am 13. Oktober 1760 als Sohn von Willem de Koster und Anna-Maria de Smet im Dorf Korbeek-Lo bei Leuven im flämischen Brabant geboren. Die zeitgenössische Schreibweise seines Nachnamens war normalerweise De Coster, mit alternativen Schreibweisen von De Koster, Dekoster und sogar Lacoste in einigen französischen Dokumenten. 1815 lebte er im Decosters Haus in der Nähe von Plancenoit im wallonischen Brabant. Am Abend des 17. Juni 1815 suchte die Bevölkerung in den umliegenden Wäldern Zuflucht. Der Priester von Plancenoit blieb und hielt, als wäre nicht passiert, seine Sonntagsmesse. Der Legende zufolge habe Napoleon in seinem Hauptquartier die Glocke von Plancenoit zum Frühstück gehört und sei darüber sehr überrascht gewesen. Die Legende wird auch im Film Waterloo (1970) aufgegriffen. Am frühen 18. Juni 1815 ging Decoster nach dem Kirchenbesuch zum Haus seines Bruders in Plancenoit. Dort wurde er von französischen Stabsoffizieren angesprochen und zu Napoleon gebracht, der ihn als Ortskundigen während der Schlacht von Waterloo als lokalen Führer anstellte. Decoster war also ein unfreiwilliger Führer, aber seine Erinnerungen bilden eine wichtige Quelle für die Orte, die Napoleon während der Schlacht aufsuchte.

## Decosters Bericht
Laut Decoster verbrachte Napoleon den frühen Teil der Schlacht von Waterloo um die Farm bei Rossomme und zog dann gegen 17:00 Uhr auf einen Hügel in der Nähe von Decosters Haus, wo er bis etwa 19:00 Uhr blieb. Anschließend rückte er mit seinen Stabsoffizieren und dem unwilligen Dekoster an einen Ort im Tal nördlich der La Belle-Alliance und damit näher an die Front und an das Schlachtgeschehen und blieb dort während des Angriffs der französischen kaiserlichen Garde. Dann begleitete er Napoleon während seiner Flucht nach dem Rückzug der Garde bis nach Genappe.

## Schlachtenführer
In den Monaten nach der Schlacht wurde er von Schlachtfeldtouristen aufgesucht. Walter Scott schrieb, dass er anfänglich nicht begriff, dass er diesen Touristen seine Dienste in Rechnung stellen könne. Er führte sein Gewerbe dann zwölf Jahre lang weiter, was endlich ziemlich lukrativ war; 1826 oder 1827 erbten seine Nachkommen angeblich 300.000 Franken.